# Purwodadi (Sunggal)
Purwodadi is een bestuurslaag in het regentschap Deli Serdang van de provincie Noord-Sumatra, Indonesië. Purwodadi telt 17.026 inwoners (volkstelling 2010).